# Bucanetes
Genre
Bucanetes est un genre de passereaux de la famille des fringillidés.

## Historique et dénomination
Le genre Bucanetes a été décrit par l'ornithologue allemand Jean Louis Cabanis en 1851.

## Taxinomie
D'après la classification de référence (version 3.4, 2013) du Congrès ornithologique international (ordre phylogénique), cet genre est représenté par deux espèces :
- Bucanetes githagineus (Lichtenstein, 1823) ;
- Bucanetes mongolicus (Swinhoe, 1870).